# Mirjam Ott
Mirjam Ott (Berna, Suïssa, 27 de gener de 1972) és una jugadora de cúrling suïssa, guanyadora de dues medalles olímpiques.
Va participar en els Jocs Olímpics d'Hivern de 2002 realitzats a Salt Lake City (Estats Units), on aconseguí guanyar la medalla de plata en la prova femenina per equips. En els Jocs Olímpics d'Hivern de 2006 realitzats a Torí (Itàlia) aconseguí repetir aquest èxit, convertint-se en aquell moment en la primera dona a aconseguir dues medalles olímpiques en cúrling. En els Jocs Olímpics d'Hivern de 2010 realitzats a Vancouver (Canadà) finalitzà en quarta posició.
Al llarg de la seva carrera ha aconseguit una medalla de bronze en el Campionat del Món de cúrling i set medalles en el Campionat d'Europa, destacant les medalles d'or aconseguides els anys 1996 i 2008.